# Centre hospitalier de Plouguernével
Le Centre hospitalier de Plouguernével est un établissement privé d'intérêt collectif en santé mentale (assurant une mission de service public) situé à Plouguernével dans le département des Côtes-d'Armor, en région Bretagne. Il dépend de l'Association hospitalière de Bretagne.
Il accueille des patients de tous âges et atteints de toutes sortes de pathologies psychiatriques, avec ou sans leur consentement selon les dispositions légales en vigueur.
Il est composé de structures intra-hospitalières (unités de soins, structures médico-techniques, structures sociales...) et de structures extra-hospitalières (centres médico-psychologiques (CMP), centres d'accueil thérapeutique à temps partiel (CATTP), hôpitaux de jour (HJ), etc.), basées dans différentes autres villes importantes de la région (Pontivy, Loudéac, Rostrenen, Gourin et Baud).

## Historique
Le bâtiment principal de l’hôpital de Plouguernével est reconstruit et achevé dans sa forme actuelle en 1877, sur l’emplacement de l’ancien « Petit séminaire » de Plouguernével dont l’origine remonte à 1670. Le bâtiment principal ne trouve son usage actuel qu’en 1934, quand l’hôpital privé faisant fonction de public, fondé par Justin Perchot, ouvre ses portes et y accueille ses quinze premiers malades mentaux du département de la Seine. À compter de cette date, le centre hospitalier de Plouguernével sera en constante évolution. Il se constituera en association en 1993.

### De la Société hospitalière de Plouguernével à l’association hospitalière de Bretagne
Fondée le 28 mai 1993, l’AHB, association privée à but non lucratif, est admise à participer au service public hospitalier (PSPH) par décret no 94-1092 du 16 décembre 1994 pour les établissements suivants : le centre hospitalier de Plouguernével, la résidence “Keramour” de Rostrenen, l'unité de soins de longue durée L’Avancée de Saint Brieuc, le centre de post-cure (CPC), désormais centre de soins de suite et de réadaptation addictologique orienté en alcoologie (SSRAA).

### L’association hospitalière de Bretagne (AHB)
Dans le but de répondre aux besoins de la population bretonne et au-delà, l’Association hospitalière de Bretagne réunit des établissements et des compétences au service de la personne dans deux champs d’activité :
- le sanitaire, pour le Centre-Bretagne, qui recouvre la psychiatrie sectorisée (adulte, gérontopsychiatrie, addictologie et psychiatrie infanto-juvénile), les soins de longue durée, la médecine et les soins de suite. Il convient d’ajouter l’Unité pour malades difficiles de Plouguernével qui accueille des patients des régions Bretagne, Pays de la Loire et Basse Normandie, étendues à la France entière en cas de nécessité ;
- le médico-social qui concerne l'accompagnement (hébergement, soins, maintien des acquis, etc.) de la personne handicapée.

France Culture a consacré son émission "Sur les Docks" du jeudi 18 octobre 2012 à « l'histoire des lits vides de Plouguernével ».

## Prises en charge
Sur les 567 lits de la structure, le Centre hospitalier dispose d'une capacité de 226 lits dont 143 pour le secteur de psychiatrie adulte, un inter-secteur de pédo-psychiatrie, 18 pour l'inter-secteur d'addictologie, 40 pour l'Unité pour Malades Difficiles, auquel il faut ajouter 25 lits pour l'unité de Médecine et de soins de suite Henri Garnier.

### Psychiatrie adulte

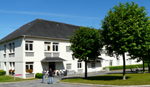
Unité Matisse du centre hospitalier de Plouguernével.

Tous les établissements de santé publique fonctionnent en France sur le principe de la sectorisation. Le centre hospitalier dispose de 2 secteurs de psychiatrie adulte : le secteur 22G07 et le secteur 56G09.
Le secteur 22G07 accueille les patients costamoricains du Secteur Sanitaire no 8. Il dessert la population des cantons de Corlay, Gouarec, La Chèze, Loudéac, Maël-Carhaix, Merdrignac, Mûr-de-Bretagne, Plouguenast, Rostrenen, Saint-Nicolas-du-Pélem et Uzel soit une population de 70 000 habitants.
Le secteur 56G09 accueille les patients morbihannais du Secteur Sanitaire no 8. Il dessert la population des cantons de Baud, Cléguérec, Gourin, Guémené-sur-Scorff, Pontivy et Rohan.
Les services d'hospitalisation :
- unités mixtes dédiées à la prise en charge de toutes les pathologies psychiatriques aiguës : unité Matisse (21 lits), unité Renoir (20 lits), unité Gauguin (21 lits), unité Psychiatrie Adulte situé au Centre Hospitalier du Centre Bretagne (21 lits) ;
- unité de soins prolongés : unité Stéfan (15 lits) ;
- unité intersectorielle d’hospitalisation sous contraintes pour des patients en crise : Unité Ségal (20 lits) ;
- unité intersectorielle dédiés à la prise en charge des troubles cognitifs et psycho-comportementaux de la personne âgée : unité de géronto-psychiatrie (25 lits).

Les services extra-hospitaliers :

Les centres médico-psychologiques (CMP), les hôpitaux de jour et les centres d’activités thérapeutiques à temps partiel (CATTP) accueillent des personnes en difficulté psychique pour des soins polyvalents. Ils peuvent être accompagnés lors d’une simple consultation, d’activités sur une ½ journée ou une journée entière dans des lieux décentralisés sur le territoire :
- à Loudéac : centre médico-psychologique, hôpital de jour pour adultes et centre d'accueil thérapeutique à temps partiel ;
- à Pontivy : centre médico-psychologique, hôpital de jour pour adultes et centre d'accueil thérapeutique à temps partiel ;
- à Rostrenen : centre médico-psychologique, hôpital de jour pour adultes et centre d'accueil thérapeutique à temps partiel ;
- à Gourin : centre médico-psychologique et centre d'accueil thérapeutique à temps partiel ;
- à Baud : centre médico-psychologique et centre d'accueil thérapeutique à temps partiel.

Par ailleurs, une unité médico-psychologique (UMP) située au Centre Hospitalier du Centre Bretagne (CHCB) à Noyal-Pontivy assure la psychiatrie de liaison et l'accueil des patients en souffrance.

### Psychiatrie infanto-juvénile
L’intersecteur de psychiatrie infanto-juvénile 22I03 intervient sur les deux secteurs du centre hospitalier (22I07 et 22I09). Ce sont 17 cantons ruraux dont 11 dans les Côtes-d'Armor et 6 dans le Morbihan, pour une population totale d'environ 140 000 habitants dont plus de 27 000 de 0 à 16 ans[réf. souhaitée] :
- à Rostrenen : centre médico-psychologique Enfants-Adolescents et hôpital de jour Enfants et Adolescents ;
- à Loudéac : centre psycho-thérapeutique Enfants Adolescents (CPEA) (CMP+HJEA) ;
- à Pontivy : centre médico-psychologique Enfants et Adolescents et hôpital de jour Enfants Adolescents ;
- à Gourin : centre médico-psychologique Enfants et Adolescents.

Quand une hospitalisation à temps plein s'avère nécessaire, l'hôpital prend contact avec l'unité de psychiatrie infanto-juvénile de Saint-Brieuc, avec laquelle elle a établi des liens professionnels.

### Addictologie
Dans le domaine de l'addictologie, il existe un service intersectoriel (secteurs 22G07/Côtes d'Armor et 56G09/Morbihan) avec des prises en charge complémentaires pour la population adulte. Le service assure des missions de santé publique, notamment dans le domaine de l’usage nocif et de la dépendance aux substances psychoactives (alcool, drogues et tabac).
Le service intersectoriel d’addictologie dispose d’une équipe pluriprofessionnelle, d’un service de prévention et de formation en partenariat avec l’association « Formalcool », d’une unité d’hospitalisation au centre hospitalier de Plouguernével, d'un hôpital de jour Adultes Addictologie (HJA addictologie de Pontivy) et de trois centres médico-psychologiques spécialisés en addictologie (CMPS de Loudéac, Rostrenen - Gourin et Pontivy).

### L'unité pour malades difficiles

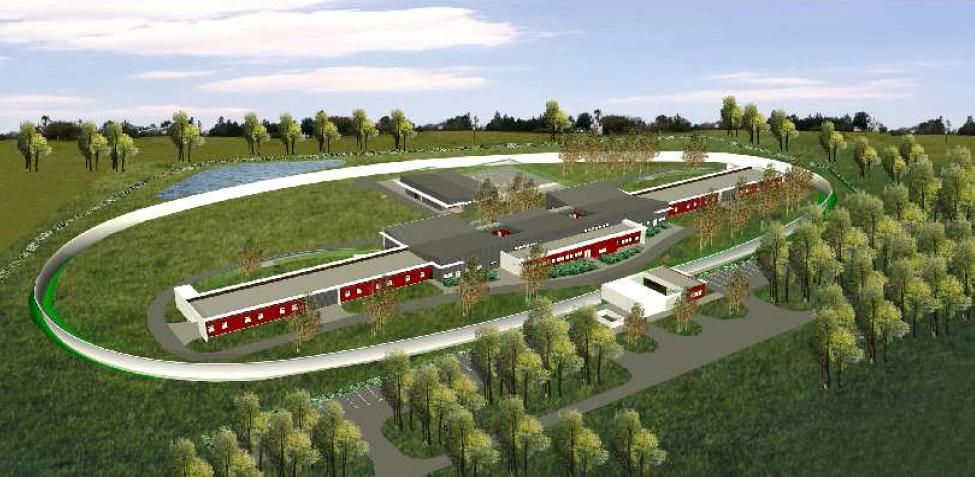
UMD de Plouguernével.

L’unité pour malades difficiles Christian Codorniou de Plouguernével a ouvert ses portes le 2 janvier 2008. Elle est conçue pour accueillir en priorité les patients en provenance des régions Basse-Normandie, Bretagne et Pays-de-la-Loire. Toutefois, au même titre que les autres UMD existant en France, et sur le principe de la solidarité nationale, l’UMD peut répondre à toute demande d’admission d’urgence provenant d’une autre partie du territoire français dans la limite des places disponibles.
Cet établissement satisfait en totalité aux exigences de l’arrêté du 14 octobre 1986, à savoir : accueillir des patients admis en soins psychiatriques sur décision du représentant de l'État (SPDRE), nécessitant un protocole de soins intensifs en dépit duquel persiste un état de dangerosité permanent, incompatible avec leur maintien dans des unités traditionnelles recevant des patients hospitalisés sous contrainte.
L’UMD offre une capacité d’hébergement de 40 lits en chambres individuelles, répartis dans deux unités fonctionnelles de 20 lits séparées par un hall commun. Chacune des deux unités, composée d’une zone diurne (lieu de vie et de soin) et d’une zone nocturne, dispose de deux chambres de soins intensifs qui, s’agissant d’outils thérapeutiques, ne sont pas prises en compte dans la capacité de l’établissement.

### Médecine et soins de suite
Le service Henri Garnier d'une capacité de 25 lits assure une mission de médecine et de soins de suite pour les personnes âgées résidant sur les cantons de Corlay, Gouarec, Maël-Carhaix, Rostrenen et Saint Nicolas-du-Pélem.